# Hammarstrand
Hammarstrand est une localité d'un millier d'habitants dans la province historique du Jämtland, en Suède située sur le bord du fleuve Indalsälven à environ 130 km au nord ouest de Sundsvall et à 100 km au sud est d'Östersund. Il s'agit du siège de la Commune de Ragunda. Une grande partie du village moderne de Hammarstrand se trouve sur le fond du lac historique de Ragunda, qui a été vidé lors d'un désastre en 1796.
La localité s’est faite un nom en Suède grâce au programme « Allt för byn » diffusé en 2007 sur TV3.

## Histoire
Hammarstrand se trouve au beau milieu de ce que l’on appelait autrefois la forêt de Ragunda. La vieille église de Ragunda a été construite juste sur les bords de l’ancien lac à la fin du XIVe siècle. L’église a été construite en bois et était quasiment identique à celle que l’on peut voir actuellement. Les éléments en granit rouge, appelé granit de Ragunda sont particulièrement caractéristique de cette église. Une nouvelle église a été érigée au nord de l’ancienne au milieu du XIXe siècle.

### Catastrophe de 1796
voir Döda fallet

### L'ours de Ragunda
Dans les bâtiments abritant le siège de la municipalité de Ragunda, situés à Hammarstrand, se trouve la dépouille empaillée de ce qu'on appelle l'Ours de Ragunda. Celui-ci a été abattu le 1er octobre 1967 par Jan Modin dans la forêt près de Gevåg. Pesant 325 kg, il s'agissait en son temps du plus grand plantigrade tué en Scandinavie. À la mort de l'animal, son corps fut exposé sur la place centrale d'Hammarstrand où un millier de personnes se pressèrent pour admirer la bête.

## Démographie
Source: Statistiska centralbyrån - Folkmängd i tätorter 1960-2005